# منتخب روسيا تحت 19 سنة لكرة القدم
منتخب روسيا تحت 19 سنة لكرة القدم (بالروسية: Сборная России по футболу)‏ هو ممثل روسيا الرسمي في المنافسات الدولية في كرة القدم في فئة كرة قدم للرجال تحت 19 سنة، يديريه اتحاد روسيا لكرة القدم.